# Lennart af Klintberg
Lennart af Klintberg, född 12 maj 1915, död 2011 var vattenrättsdomare och ordförande för Koncessionsnämnden för miljöskydd.

## Karriär
Klintberg avlade juris kandidatexamen 1937. Efter tingstjänstgöring 1937–1941 blev han extra fiskal vid Svea hovrätt 1941 och därefter tingssekreterare 1943. År 1945 blev han biträdande vattenrättsdomare. Han blev extra ordinarie assessor 1948 och revisionssekreterare 1953 (tillförordnad 1951). 
Han var vattenrättsdomare i Mellanbygdens vattendomstol 1956–1965. År 1966–1975 tjänstgjorde han i Södertörns tingsrätt. Han var ordförande för Koncessionsnämnden för miljöskydd 1975–1981 (tillförordnad 1971), samt ordförande för dammsäkerhetsnämnden 1982–1985 och flödeskommissionen 1985–1990. 
Klintberg har givit ut "Om byggande i vatten enligt 2:a, 3:e o 5:e kap vattenlagen" (1955). Han var sekreterare i utredning om renbeteslagstiftningen.

## Familj
Lennart af Klintberg var son till advokaten Bengt af Klintberg och Greta von Unge. Han gifte sig 1940 med Inga af Klintberg (född Hultman, 1916). De har barnen Jan af Klintberg (född 1941) och Ingela af Klintberg (född 1945). 

## Utmärkelser
- Kommendör av Nordstjärneorden, 18 november 1971.[1]